# دونای علیا
دونای علیا، نام روستایی از توابع بخش بلده شهرستان نور در استان مازندران است. دوتای دارای آب و هوای کوهستانی در منطقه البرز مرکزی با پوشش گیاهی مرسوم در ارتفاعات بالای کوهستان است. با کمترین دمای منهای صفر درجه سلسیوس از قسمت جنوب هم مرز با شمال استان البرز در این روستا وجود حیوانات نادر و درختان بلند و مرتفع ای روستا را نسبت به روستا های دیگر متمایز کرده است. تاریخ این روستا به هزار سال پیش باز می گردد بر اساس کتاب های تاریخی هر جا اب یا رودخانه وجود داشته زندگی نیز در جریان بوده است.

خانواده ها
طایفه توکلون :از طایفه ملا یعقوب وفرزندان اوهستند واکنون با نام خانوادگی توکلی در روستا زندگی می کنند . 
طایفه سرخون :این طایفه نام خانوادگی داودی را برای خود انتخاب کرده اند.
طایفه جیر سرائی :بقیه اهالی روستا از طایفه جیر سرائی هستند وبا نامهای خانوادگی جیر سرائی واحمدی در روستا زندگی می کنند . 
چندین سال بعد حیدر نامی از طایفه جیر سرایی همراه سه پسرش مراد ،کریم وشفیع به دلایلی به قسمت پایین آبادی نقل مکان کرد .اکنون از بازماندگان 3پسر او،خانواده های مرادی ، کریمی وشفیعی شناخته می شوند .
(برگرفته از شجره نامه خاندان توکلی ودست نوشته های دکتر شیفته))

## تاریخچه
از تاریخچه دونا اطلاع دقیقی در درست نیست اما آنچه از آثار به دست آمده در جای جای روستای دونا از جمله گوهردره -زرکوپا-گاه ریا ومحل کنونی مدرسه و… بر می‌آید می‌توان تخمین زد که دونا قدمتی دوسه هزارساله دارد اما براساس مدارکی که در دست است، مبدأ خانوادگی خاندان توکلی نوری را آشیخ علی اکبر توکلی نوری چنین بیان کرده‌است:
شیخ علی اکبر توکلی، قاضی دوره رضاشاه پهلوی، دربارهٔ تاریخچه زادگاه خود (دونا) مطالبی به این مضمون نوشته‌است:
در حدود ۴۸۰ سال قبل ودر زمان حکومت شاه اسماعیل صفوی عده ای از ساکنین سرزمین سنقر واقع درکرمانشاه امروز (به رهبری یک عالم روحانی) که در بخش دیناور زندگی می‌کردند، به امید یافتن محلی امن برای زندگی خود و مراتع سر سبز برای احشامشان، از ناحیه غرب به سمت شمال ایران حرکت کردند. مهاجرین پس از مدتها راهپیمایی و بررسی اراضی مسیر حرکت خود و ملاحظه امکانات زیستی، در شمال غربی کوه‌های کندوان، در محلی که مشهور به دره لن می‌باشد، تصمیم به اسکان موقت گرفتند.
حدود ۱۰۰سال بعد تعدادی از خانواده‌های مهاجر تصمیم به اسکان دائم در دره لن گرفتند، به همین دلیل، به دستور ملا یعقوب، شیخ الاسلام و سرپرست خاندانهای مهاجر اقدام به احداث خانه‌هایی با خشت وگل، و همچنین جایگاهی برای احشام خویش کردند.
آنها نام دهکده خود را دینا گذاشتند نامی که بر گرفته از نام زادگاه پدارنشان، دیناور بود. با گذشت زمان نام دهکده از دینا به دونا تغییر یافت.

## جمعیت
در سرشماری  سال 1398 تعداد جمعیت آن 400 نفر یا 80 خانوار بوده و در فصل زمستان کاهش جمعیت و در تابستان افزایش جمعیت